# Adzuna
Adzuna est un métamoteur de recherche d'emploi fondé en 2011 au Royaume-Uni par Andrew Hunter et Doug Monro. La version française du site a été lancée en France fin 2013.
Ce moteur de recherche indexe les offres de milliers de sites d'emploi en France et dans les pays où le moteur de recherche existe.  Adzuna est présent dans 16 pays : en Afrique du Sud, en Allemagne, en Australie, en Autriche, au Brésil, au Canada, aux Etats Unis, en France, en Inde, en Italie, en Nouvelle-Zélande, aux Pays-Bas, en Pologne, au Royaume-Uni, en Russie et à Singapour.
Adzuna propose aussi des données sur le marché de l’emploi ainsi que des articles de blog sur le thème de l'emploi de façon hebdomadaire.

## Historique
Adzuna est un métamoteur de recherche d'emploi fondé en 2011 par Andrew Hunter et Doug Monro, anciens de eBay, Gumtree, Qype et Zoopla. La start-up est soutenue par des sociétés de capital risque tels que Passion Capital, The Accelerator Group et Index Ventures.
Les données d’Adzuna sont utilisées par le premier ministre David Cameron et le gouvernement britannique pour suivre l'évolution de la croissance économique en temps réel,.